# 안도항 (여수시, 어촌정주어항)
안도항은 전라남도 여수시 남면 안도리 안도마을에 있는 어항이다. 2007년 8월 8일 어촌정주어항으로 지정하여 관리하고 있다. 시설관리자는 여수시장이다.

## 어항 구역
- 수역: 북위 34°29′10″, 동경 127°48′21″의 지점에서 N25°W방향으로 200m 점과 이 점에서 S65°W방향으로 85m점과 이 점에서 S10°E방향으로 육지부를 연결하는 선을 따라 형성된 공유수면[1]

## 어항 시설
- 방파제 113m, 부잔교 1기

## 기본 계획
- 방파제 133m, 부잔교 1기, 연결교량 32m, 소통구 100m[1]

## 정비 계획
- 방파제 20m, 연결교량 32m, 소통구 100m[2]

## 주요 어종
- 전복, 소라, 참돔, 우럭